# Следствие по делу гражданина вне всяких подозрений
«Следствие по делу гражданина вне всяких подозрений» (итал. Indagine su un cittadino al di sopra di ogni sospetto) — драматический кинофильм итальянского режиссёра Элио Петри. Премьера состоялась 9 февраля 1970 года. Главные роли исполнили Джан Мария Волонте, удостоенный за образ психопатического инспектора полиции многочисленных международных наград, и Флоринда Болкан. Лента получила премию «Оскар» за лучший фильм на иностранном языке в 1971 году. Фильм снискал огромный успех у итальянских зрителей (в 1969─1970 годах по объёму сборов его опережали только «Гибель богов» Висконти и «Сатирикон» Феллини).

## Сюжет
Сюжет преподносится как серия флэщбеков главного героя. Полицейский, получив высокую должность шефа политического сыска (в фильме его имя не называется, окружающие именуют его абстрактно-уважительно: Дотторе), в самый разгар страстного свидания с любовницей убивает её в её собственной квартире. Они увлеклись садомазохистской игрой, изображая убитую и полицейского инспектора на месте преступления. Дотторе вмешивается в расследование. При этом он осознаёт свою неспособность выполнять возложенные на него служебные функции и ведёт странную игру с коллегами, то стараясь навести их на истинного убийцу, то путая следы. Дотторе оправдывает всех прочих подозреваемых и выводит следствие на себя, полагая, что он выше подозрений. 
Единственный свидетель, молодой анархист Антонио Паче, отказывается давать показания полагая, что преступные наклонности лежат в самой основе власти. В конце концов Дотторе пишет покаянное письмо руководству и ждёт ареста; ему снится сон, в котором коллеги вынуждают его подписать «признание в собственной невиновности». Герой пробуждается: за ним пришли.
Открытая концовка фильма завершается цитата из романа Франца Кафки «Процесс»: «Каким бы он нам ни казался, он слуга Закона, а значит, причастен к Закону, значит, суду человеческому не подлежит».

## В ролях
- Джан Мария Волонте — Дотторе, начальник полицейского управления
- Флоринда Болкан — Аугуста Терци, его возлюбленная
- Джанни Сантуччо — квестор
- Орацио Орландо — Билья
- Серджо Трамонти — Антонио Паче
- Артуро Доминичи — Мангани
- Сальво Рандоне — водопроводчик

## Награды
- 1970 — Гран-при жюри и приз ФИПРЕССИ на Каннском кинофестивале.
- 1970 — две премии «Давид ди Донателло»: лучший фильм (Марина Чиконья, Даниэле Сенаторе), лучший актёр (Джан Мария Волонте).
- 1971 — премия «Оскар» за лучший фильм на иностранном языке.
- 1971 — номинация на премию «Золотой глобус» за лучший фильм на иностранном языке.
- 1971 — премия Эдгара Аллана По за лучший художественный фильм (Элио Петри, Уго Пирро).
- 1971 — три премии «Серебряная лента»: за лучшую режиссуру (Элио Петри), лучшая оригинальная история (Элио Петри, Уго Пирро), за лучшую мужскую роль (Джан Мария Волонте). Кроме того, лента получила две номинации: лучший продюсер (Марина Чиконья, Даниэле Сенаторе), лучший сценарий (Элио Петри, Уго Пирро).
- 1971 — премия «Юсси» за лучший зарубежный фильм.
- 1972 — номинация на премию «Оскар» за лучший оригинальный сценарий (Элио Петри, Уго Пирро).